# Децим Юній Пера
Децим Юній Пера (лат. Decimus Iunius Pera; близько 300 до н. е. — після 253 до н. е.) — політичний, державний та військовий діяч часів Римської республіки, консул 266 року до н. е.

## Життєпис
Походив з нобілів Юніїв. Син Децима Юнія Брута Пери. 
У 266 році до н. е. його обрано консулом разом з Нумерієм Фабієм Піктором. Вів військові дії в Умбрії і відсвяткував тріумф над сассінатами. Згодом воював в Калабрії і відсвяткував другий тріумф над саллентійцями та мессапіями.
У 264 році до н. е. разом з братом влаштував у Римі перші гладіаторські гри на похоронах батька. У 253 році до н. е. обрано цензором разом з Луцієм Постумієм Мегеллом, але відмовився від посади після смерті колеги.

## Родина
- Марк Юній Пера, консул 230 року до н. е.